# Couffoulens
Couffoulens är en kommun i departementet Aude i regionen Occitanien  i södra Frankrike. Kommunen ligger  i kantonen Carcassonne 1er Canton som ligger i arrondissementet Carcassonne. År 2022 hade Couffoulens 538 invånare.

## Befolkningsutveckling
Antalet invånare i kommunen Couffoulens
Referens: INSEE